# 10-я церемония «Грэмми»
10-я церемония вручения премий «Грэмми» состоялась 29 февраля 1968 года в городах Чикаго, Лос-Анджелес, Нэшвилл & Нью-Йорк.

## Основная категория
- Запись года
  - Джонни Риверс & Marc Gordon (продюсеры) & The 5th Dimension за запись «Up, Up and Away[англ.]»

- Альбом года
  - Джордж Мартин (продюсер) & The Beatles за альбом «Sgt. Pepper's Lonely Hearts Club Band»

- Песня года
  - Jimmy L. Webb (автор) за песню «Up, Up and Away[англ.]» в исполнении The 5th Dimension

- Лучший новый исполнитель
  - Бобби Джентри

## Кантри
- Лучшее женское кантри-исполнение
  - Тэмми Уайнетт — I Don’t Wanna Play House
- Лучшее мужское кантри-исполнение
  - Глен Кэмпбелл — Gentle on My Mind
- Лучшее вокальное кантри-исполнение дуэтом или группой
  - Джонни Кэш & June Carter — Jackson
- Лучшая кантри-песня
  - Джон Хартфорд (автор) — Gentle on My Mind в исполнении Глена Кэмпбелла